# Neoseiulus collegae
Neoseiulus collegae är en spindeldjursart som först beskrevs av De Leon 1962.  Neoseiulus collegae ingår i släktet Neoseiulus och familjen Phytoseiidae. Inga underarter finns listade i Catalogue of Life.